# فادي غندور
فادي غندور أردني من أصل لبناني درس في جامعة جورج واشنطن في الولايات المتحدة الأميركية. يعتبر المؤسس لشركة أرامكس، أحد المزودين العالميين لخدمات النقل والحلول اللوجستية في منطقة الشرق الأوسط وجنوب آسيا.
فادي غندور هو المؤسس ونائب رئيس مجلس الإدارة لشركة أرامكس، بعد أن أمضى فيها ثلاثين عاما شاغلاً منصب الرئيس التنفيذي. أرامكس اليوم هي إحدى الشركات الرائدة عالمياً في توفير خدمات النقل والحلول اللوجستية، وهي شركة مساهمة عامة مدرجة للتداول في سوق دبي المالي.
بالإضافة إلى أرامكس، فإن غندور هو شريك مؤسس ومدير مينا فينتشر انفستمنت (MENA Venture Investments)، وهو صندوق يقدم رأس المال التأسيسي للمشاريع الناشئة، بالإضافة إلى الربط مع شبكات الأعمال، والإرشاد، والخبرات التقنية. وهو أيضاً عضو مجلس إدارة شركة أبراج كابيتال (مجموعة أبراج)، بالإضافة إلى شغله لمنصب رئيس مجلس إدارة ومضة كابيتال؛ وشريكٌ مؤسس لشركة مكتوب دوت كوم (مكتوب).
ومن أولويات غندور دعم برامج الريادة الاجتماعية، فهو مؤسّس ورئيس مجلس إدارة «روّاد التنمية» (www.ruwwad.jo)، وهي مؤسسة إقليمية، غير ربحية، أُنشِئت بمبادرةٍ من القطاع الخاص، تسعى لتمكين المجتمعات المعنية بالتغلب على التهميش عن طريق تفعيل مشاركة الشباب وتعزيز المشاركة المدنية في خدمة المجتمع والتعليم.

## بيع أرامكس
في 27 يوليو 2016م، باع فادي غندور كامل حصته في شركة أرامكس والبالغة 9,9% لمجموعة من المستثمرين الخليجيين بما فيهم شركة «العبار انتربرايس» المملوكة لرئيس مجلس إدارة إعمار العقارية محمد العبار. وتبلغ قيمة الحصة المباعة 523 مليون درهم، أو ما يعادل 142 مليون دولار، وبسعر يفوق سعر السوق.